# Sagrado Corazón de Jesús Agonizante en Vitinia (título cardenalicio)
Sagrado Corazón de Jesús Agonizante en Vitinia es un título cardenalicio de la Iglesia Católica. Fue instituido por el papa Pablo VI en 1969.

## Titulares
- Julio Rosales y Ras (30 de abril de 1969 - 2 de junio de 1983)
- Vacante (1983 - 1987)
- Mario Luigi Ciappi, O.P. (22 de junio de 1987 - 23 de abril de 1996)
- Vacante (1996 - 2003)
- Telesphore Placidus Toppo (21 de octubre de 2003 - 4 de octubre de 2023)
- Vacante (2023 - 2024)
- Jean-Paul Vesco (7 de diciembre de 2024 - )